# KaBaL International 2017
Die KaBaL International 2017 im Badminton fanden vom 17. bis zum 20. März 2017 in Karviná statt.

## Sieger und Platzierte
| Disziplin    | Gold                               | Silber                        | Bronze                               |
| ------------ | ---------------------------------- | ----------------------------- | ------------------------------------ |
| Herreneinzel | Milan Ludík                        | Daniel Chislov                | Jan Louda                            |
| Herreneinzel | Milan Ludík                        | Daniel Chislov                | Adam Mendrek                         |
| Dameneinzel  | Lin Sih-yun                        | Maryna Iljinska               | Vladyslava Lesnaya                   |
| Dameneinzel  | Lin Sih-yun                        | Maryna Iljinska               | Réka Madarász                        |
| Herrendoppel | Łukasz Moreń Wojciech Szkudlarczyk | Peter Lang Thomas Legleitner  | Andraž Krapež Tovannakasem Samatcha  |
| Herrendoppel | Łukasz Moreń Wojciech Szkudlarczyk | Peter Lang Thomas Legleitner  | Oleksandr Kolesnik Mykola Martynenko |
| Damendoppel  | Maryna Iljinska Yelyzaveta Zharka  | Kristin Kuuba Helina Rüütel   | Chiang Yi-Hsuan Hung En-tzu          |
| Damendoppel  | Maryna Iljinska Yelyzaveta Zharka  | Kristin Kuuba Helina Rüütel   | Tereza Švábíková Kateřina Tomalová   |
| Mixed        | Jakub Bitman Alžběta Bášová        | Filip Budzel Tereza Švábíková | Matěj Hubáček Berta Ausbergerová     |
| Mixed        | Jakub Bitman Alžběta Bášová        | Filip Budzel Tereza Švábíková | Jaromír Janáček Hana Milisová        |